# غسان شربل
غسان شربل، صحفي وإعلامي لبناني، يرأس تحرير صحيفة الشرق الأوسط منذ 24 نوفمبر 2016، خلفًا لسلمان الدوسري، نال جائزة شخصية العام الإعلامية عام 2017 إحدى جوائز الصحافة العربية في دبي.

## حياته المهنية
بدأ غسان شربل عمله الصحفي والإعلامي، معلقاً على الأخبار في صحيفة النهار اللبنانية، وتولى إدارة تحرير القسم السياسي في صحيفة الشرق الأوسط، قبل أن ينتقل للعمل في مجلة الوسط (دار الحياة)، التي ترأس تحريرها، ثم أصبح رئيس تحرير صحيفة الحياة، عام 2004 قبل أن يتولى رئاسة تحرير صحيفة الشرق الأوسط في 24 نوفمبر 2016.

## تكريمات
في عام 2017 نال جائزة شخصية العام الإعلامية ضمن جوائز الصحافة العربية التي تم توزيعها في ختام منتدى الإعلام العربي السادس عشر الذي انعقد في دبي، وتعد جائزة شخصية العام الإعلامية إحدى 12 فئة لجائزة الصحافة العربية، ويتم منحها لأبرز الشخصيات الإعلامية العربية التي لها بصمة واضحة في الإعلام العربي.